# Věkové kategorie v Junáku
Věkové kategorie v Junáku pomáhají přizpůsobovat program potřebám a specifikům členů různého věku. Junák pracuje s několika věkovými (výchovnými) kategoriemi. Program se vytváří speciálně pro každou kategorii na základě potřeb dětí a jejich věku. Věkové rozmezí uvedené u jednotlivých kategorií není zdaleka striktní. Ve skutečnosti se děti do kategorií dělí s ohledem k vyspělosti a schopnosti dítěte. Uvedený věk je tedy jen orientační.[zdroj?]

## Benjamínci
Nejmladší věková kategorie pro děti ve věku 5–7 let. Program je uzpůsoben pro děti, které ještě neumí číst a sestává z her, objevování a získávání nejrůznějších dovedností.
Nejmenší jednotce se říká skupinka. Benjamínci nosí oranžové šátky se žlutým lemováním. Při vedení se doporučuje nabízet pestrý program, střídat pohybové a klidové aktivity a nechat prostor pro volnou hru.
Pro benjamínky vydává Junák časopis Ben Já Mína. Název odkazuje na zakladatele českého skautingu Antonína Benjamína Svojsíka.

## Vlčata a světlušky
Související informace naleznete také v článcích Vlčata a Světlušky (skauting).
Věková kategorie přibližně odpovídá prvnímu stupni základní školy. Jde tedy o děti ve věku 7-11 let. Chlapci bývají označováni jako vlčata, dívky jako světlušky. Toto označení koresponduje se symbolickým rámcem, se kterým se u nejmladších dětí pracuje.
U chlapců se pracuje s motivy z Kiplingových Knih džunglí. Jako příklad bývá dětem kladen Mauglí – lidské dítě ve vlčácké smečce. Chlapci se jako Mauglí musí naučit jak žít v prostředí skupiny ostatních dětí, (ostatních vlčat) a zachovávat zákon džungle - určitá oddílová (potažmo i společenská) pravidla, zabalená do symbolického rámce.[zdroj?] Symbolické rámce jsou dalším prvkem Skautské výchovné metody
Pro dívky se donedávna využíval motiv Broučků Jana Karafiáta. Nyní se nově začíná pracovat s příběhem Kouzelná Lucerna od Radka Kučery[zdroj?]

## Skauti a skautky
Kategorie pracuje s dětmi ve věku deseti až patnácti let, což odpovídá druhému stupni základní školy. Děti této kategorie se označují jako Skauti a Skautky. V této výchovné kategorii se klade důraz na družinový systém. Družina znamená jakýsi mikrokolektiv dětí se vším co k němu patří. Družinu zpravidla tvoří 6-8 členů, má svého vůdce (rádce družiny), vnitřní psaná nebo nepsaná pravidla a vnější identitu, vůči zbytku oddílu.[zdroj?] I v době, kdy je kladený velký důraz na individualitu mají děti v rámci družiny šanci vyzkoušet si fungování v týmu, naučí se spolupracovat i řadu jiných důležitých sociálních kompetencí. To vše na pozadí většího kolektivu oddílu a pod dohledem vedoucího.
Fungování družin obnáší delegaci určité části pravomocí, ale i odpovědnosti za chod oddílu na děti samotné. Rádcové spolu se svými zástupci (podrádci) mají právo zasednout v oddílové radě a podílet se tak na rozhodování o fungování a směřování oddílu.

## Roveři a rangers
Další výchovnou kategorii tvoří tzv. Roveři (= poutníci), hledající sebe sama i své místo v životě.[zdroj?]) Spadají sem všichni členové nad patnáct let. Do osmnácti let hovoříme o tzv. mladším roverském věku.[zdroj?] Mezi osmnácti a šestadvaceti lety hovoříme o starším roverském věku. Členové staršího roverského věku již nemusí být nutně jako roveři označováni. Záleží již čistě na jejich rozhodnutí – zda je jim roverská filosofie blízká a zda se cítí rovery být.[zdroj?]
Roveři se již nesdružují v oddílech, ale v „Roverských kmenech“[zdroj?] Většinou se již organizují sami, tvoří si program i plánují svou činnost. Často uskutečňují náročnější expedice, jejichž cíl je často v zahraničí, uskutečňují diskusní, simulační a sebepoznávací programy a často se účastní specializovaných vzdělávacích akcí Junáka. Často také pomáhají s činností oddílů či středisek ze kterých vzešli, či se zapojují do vedení některého z oddílů mladších dětí.

## Oldskauti
Dospělí členové Junáka nad 25 let se nazývají oldskauti. Alternativně se pro dospělé členy používá název skautští dobrovolníci. Často se podílí na chodu oddílů a středisek buďto jako činovníci, nebo zajišťují technické záležitosti, spolupořádají akce či tábory apod. Některá střediska mají dospělé členy sdružené do oddílů či družin s vlastním programem. Do této kategorie lze také řadit tzv. rodinný skauting – sdružování dospělých členů s vlastními malými dětmi, kteří společně pořádají různé akce či tábory.